# مک‌لارنز بی
مک‌لارنز بی (به انگلیسی: McLaren's Bay) یک منطقهٔ مسکونی در کانادا است که در Unorganized North Nipissing District واقع شده‌است. مک‌لارنز بی ۱۹۶ متر بالاتر از سطح دریا واقع شده‌است.